# Beurlay
Beurlay là một xã trong tỉnh Charente-Maritime Charente-Maritime trong vùng Nouvelle-Aquitaine, tây nam nước Pháp. Xã Beurlay nằm ở khu vực có độ cao từ 5-40 mét trên mực nước biển.